# Marineabschnittskommando West
Das Marineabschnittskommando West (MAKdo West) wurde am 1. April 1975 unter der Bezeichnung Marineabschnittskommando Nordsee aufgestellt. Es war ein Unterstützungsverband der Bundesmarine mit Standort Wilhelmshaven. Im Zuge der Reorganisation der Marine nach der Wiedervereinigung wurde es am 1. April 1994 in Marineabschnittskommando West umbenannt und am 7. Januar 2003 aufgelöst.

## Auftrag und Organisation
Das neue Marineabschnittskommando Nordsee wurde aus der vormaligen Marinedivision Nordsee gebildet, das wiederum aus dem ersten Marineabschnittskommando Nordsee hervorgegangen war. Es unterstand zunächst dem Marineunterstützungskommando und ab dem 1. Oktober 2001 dem Marineamt. Seine Aufgaben waren gegenüber seinen beiden Vorgängerorganisationen deutlich reduziert worden und beschränkten sich im Wesentlichen auf die Führung logistischer Einrichtungen im Nordseebereich. Die Führung von Flotten- und Fernmeldeverbänden ging in die Verantwortung anderer Stellen über. Folglich wurde das neue MAKdo Nordsee/West nicht mehr von einem Flaggoffizier, sondern von einem Kapitän zur See geführt.
Dem MAKdo Nordsee/West unterstanden dauerhaft oder zeitweise folgende Dienststellen und Verbände:
- Marinestützpunkte
  - Borkum (bis 1996)[A 1]
  - Emden
  - Bremerhaven (1986–1993)

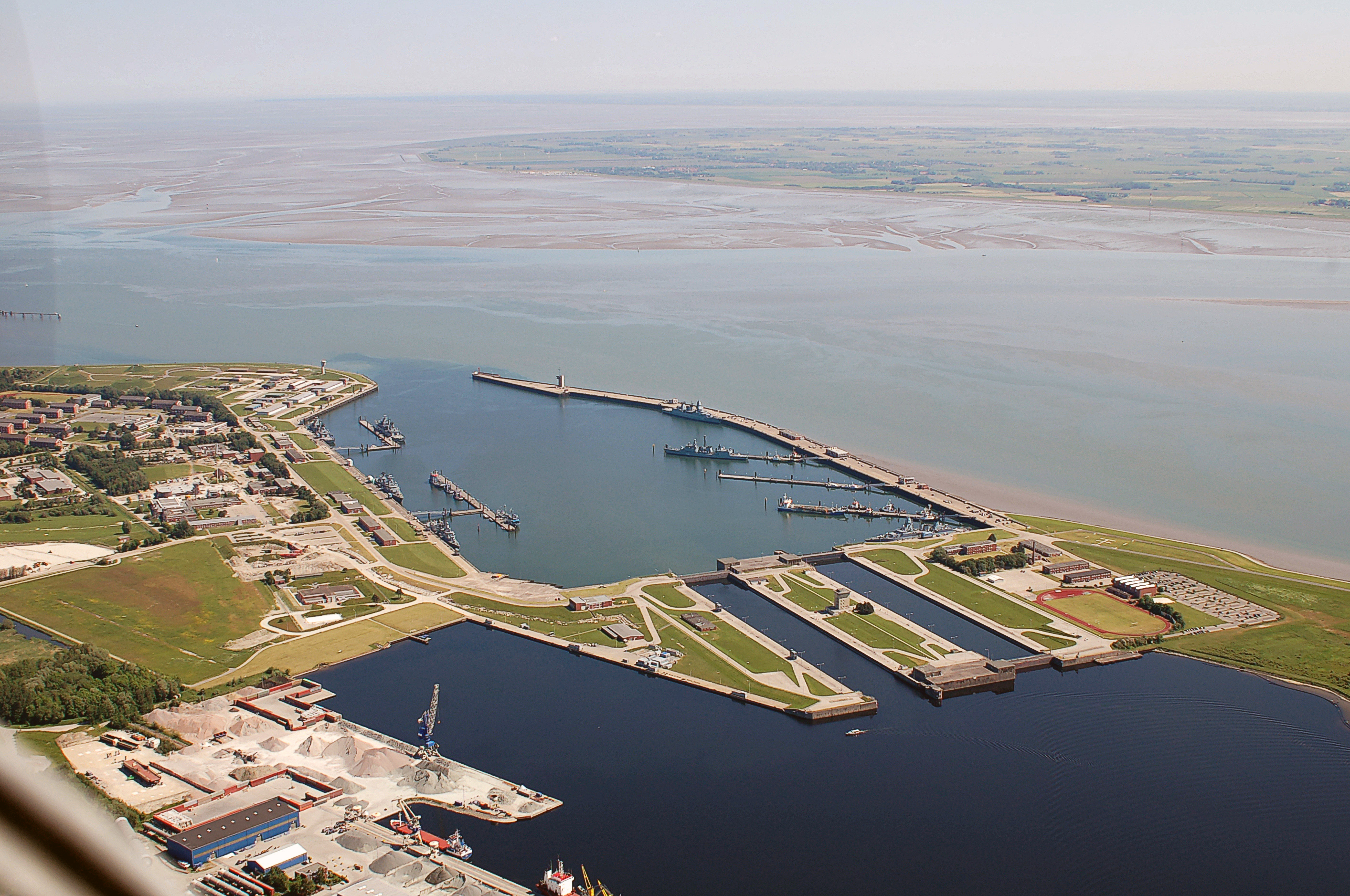
Der größte deutsche Marinestützpunkt in Wilhelmshaven aus der Luft

  - Cuxhaven (bis 1986 dem Marinestützpunktkommando Wilhelmshaven unterstellt, dann dem Marinestützpunktkommando Bremerhaven. 1991 aufgelöst)
  - Wilhelmshaven

- Logistische Einrichtungen
  - Marinetransportbataillon 2 in Wilhelmshaven (bis 1998)
  - Marinetransportkompanie West (1998–2002)
  - Marinemetarialdepot 2 in Mariensiel
  - Marinemunitionsdepots 2, 4 und 6

- Sonstige
  - Marinemusikkorps Nordsee

## Veränderungen

### Marinetransportkompanie West
Die Marinetransportkompanie West (MTrspKp West) wurde am 1. Oktober 1998 aus der 2. Kompanie des Marinetransportbataillons 2 gebildet und übernahm deren Transportaufgaben. Sie war dem Marineabschnittskommando West direkt unterstellt und hatte ihren Standort in Wilhelmshaven. Sie hatte eine Stärke von rund 80 Soldaten und verfügte über etwa 120 Fahrzeuge. Die Kompanie wurde zum 30. Juni 2002 aufgelöst.

### Übergangszeit und Auflösung
Insgesamt wurden die logistischen Einrichtungen der Marine ab 1990 schrittweise verkleinert und im Zuge einer Bundeswehrreform ab Anfang der 2000er Jahre zum größten Teil in der Streitkräftebasis  zusammengefasst. Die Marine gab ihre Depots ab, löste ihre Transportverbände auf, behielt jedoch die Stützpunkte. 
Die Marineabschnittskommandos wurden schrittweise aufgelöst. Im Übergang führte das Marineabschnittskommando West eine Anzahl von Einrichtungen, die zuvor den anderen MAKdos unterstanden hatten. Am 1. Juli 2002 wurde das Marineabschnittskommando West aufgelöst und die Depots der Marine dem Organisationsbereich Streitkräftebasis (SKB) unterstellt. Sie wurden dort bis zur Einnahme der neuen Zielstruktur dem Luftwaffen-Versorgungsregiment 5 zugeordnet.

## Kommandeure
- Kapitän zur See Helmut Eggers: von April 1975 bis September 1975
- Kapitän zur See Hans-Harro Stüben: von Dezember 1975 bis März 1980
- Kapitän zur See Paul Fischer: von April 1980 bis September 1981
- Kapitän zur See Dr. Helmut Reinhardt: von Oktober 1981 bis September 1984
- Kapitän zur See Hans-Georg Nippe: von Oktober 1984 bis September 1994
- Kapitän zur See Horst Rehse: von Oktober 1994 bis 1997
- Kapitän zur See Helmuth Hauck: von 1997 bis 2000
- Kapitän zur See Gerhard Rose: von 2000 bis 2002